# Bunchosia postuma
Bunchosia postuma är en tvåhjärtbladig växtart som beskrevs av Franz Josef Niedenzu. Bunchosia postuma ingår i släktet Bunchosia och familjen Malpighiaceae. Inga underarter finns listade i Catalogue of Life.